# Escobaria alversonii
Escobaria alversonii ist eine Pflanzenart in der Gattung Escobaria aus der Familie der Kakteengewächse (Cactaceae). Das Artepitheton alversonii ehrt den aus Großbritannien stammenden Mineraliensucher Andrew H. Alverson (1845–1916). Englische Trivialnamen sind „Foxtail Beehive Cactus“ und „Foxtail Cactus“.

## Beschreibung
Escobaria alversonii wächst in der Regel sprossend und bildet unterirdische, zylindrische Ableger aus. Die mehr oder weniger kugelförmigen Triebe erreichen Wuchshöhen von bis zu 7 Zentimeter. Die acht bis zehn Mitteldornen besitzen eine dunkelrote oder schwarze Spitze und sind 1,2 bis 1,6 Zentimeter lang. Die zwölf bis 18 weißen Randdornen weisen Längen von 1,2 bis 2 Zentimeter auf.
Die Blüten sind magenta- bis rosafarben und erreichen Durchmesser von etwa 3,2 Zentimeter. Die ellipsoiden Früchte sind grün.

## Verbreitung, Systematik und Gefährdung
Escobaria alversonii ist in den Vereinigten Staaten im Südosten des Bundesstaates Kalifornien sowie im angrenzenden Arizona verbreitet.
Die Erstbeschreibung als Cactus radiosus var. alversonii durch John Merle Coulter wurde 1894 veröffentlicht. Nigel Paul Taylor stellte die Varietät 1997 als Art in die Gattung Escobaria. Weitere nomenklatorische Synonyme sind Mammillaria alversonii (J.M.Coult.) Zeiss. (1895), Mammillaria radiosa var. alversonii (J.M.Coult.) K.Schum. (1898), Mammillaria arizonica var. alversonii (J.M.Coult.) Davidson & Moxley (1923), Coryphantha alversonii (J.M.Coult.) Orcutt (1926), Mammillaria vivipara var. alversonii (J.M.Coult.) L.D.Benson (1950), Coryphantha vivipara var. alversonii (J.M.Coult.) L.D.Benson (1969) und Escobaria vivipara var. alversonii (J.M.Coult.) D.R.Hunt (1978). 
In der Roten Liste gefährdeter Arten der IUCN wird die Art als „Least Concern (LC)“, d. h. als nicht gefährdet geführt.

## Nachweise